# Valdivia gayana
Valdivia gayana là một loài thực vật có hoa thuộc chi đơn loài Valdivia trong họ Escalloniaceae. Nó là loài cây bụi nhỏ với quả khô không nứt. Khu vực phân bố bản địa của nó hiện đã biết là 3 nơi tại tỉnh Valdivia ở Chile, Nam Mỹ.